# Быков, Александр Яковлевич

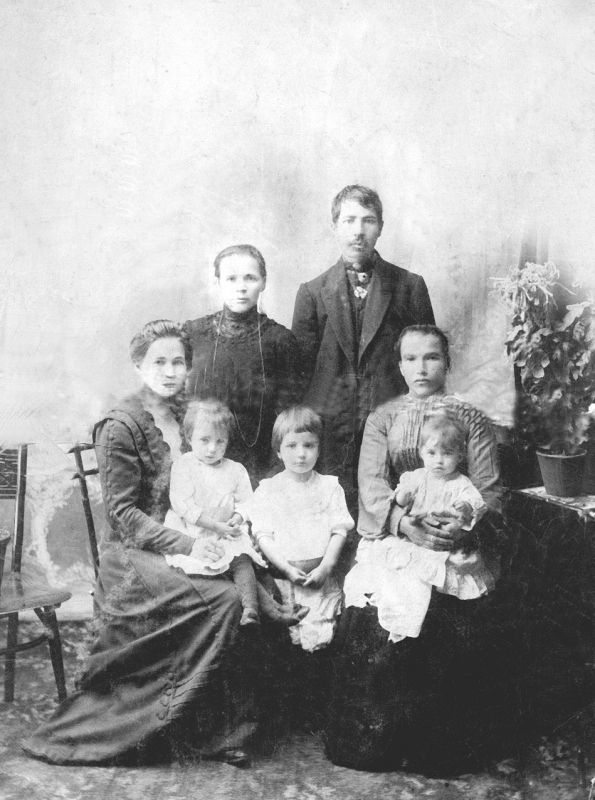
Семья Быкова Александра Яковлевича

Александр Яковлевич Быков (8 августа 1881, Кельи, Московская губерния — 23 ноября 1937, Бутовский полигон, Московская область) — священномученик (память 14 ноября).

## Биография
Александр Быков родился 8 августа 1881 год в селе Кельи (ныне — в Лотошинском районе Московской области). Отец его Яков Быков занимался торговлей. Александр стал помогать отцу в торговле. Окончил земскую школу, но занимался самообразованием. Женился на девице Марии. В 1910 году у них были три дочери: Екатерина, Софья, Вера. Всего в семье было десятеро детей. С 1908 года Александр жил в Москве и имел в собственности цветочный магазин и теплицы, где выращивал цветы. Однако после переворота 1917 года, когда к власти пришли безбожники, стал псаломщиком в селе Щеглятьево Московской губернии при церкви, 23 ноября 1921 года рукоположён во диакона.
Служил в Москве в храме на Большой Дмитровке. С 10 февраля 1926 года служил во Введенской церкви в селе Ханево Волоколамского района. 18 июня 1930 года епископ Воскресенский Иоанн (Василевский) рукоположил во священники в Знаменской церкви в селе Судниково Лотошинского района. В сане священника отец Александр служил во Введенской церкви села Ханево до дня ареста.
Председатель местного колхоза 29 октября 1937 года был допрошен как свидетель и сообщил: 
…Мне известны следующие факты антисоветской деятельности, которая проводилась и проводится Александром Яковлевичем Быковым. В июне 1937 года в колхозной кузнице колхоза «Заря», когда поп Быков пришёл сделать кузнецу заказ, чтобы ему изготовили тележку, он заявил, что «колхозники сейчас сами еле ходят, так как их лошади заняты на выполнении государственных обязательств, и я решил купить свою лошадь и объехать весь приход». В мае 1937 года, когда мы, колхозники, вешали колокол для извещения на работу колхозников, в это время проходил поп Александр Яковлевич Быков, который заявил: «Вот, хорошо вы делаете, оставьте для себя колокол, он ведь для нас пригодится, так как скоро большевиков заставят опять вешать колокола на церкви»…
Следователи вызвали председателя соседнего колхоза, который сообщил: 
…В июле 1937 года поп Быков заявил, что «скоро придёт время, когда все, которые некрещёные и невенчанные, будут креститься и венчаться; это значит, что советская власть будет заменена другой»…
Отца Александра арестовали и заключили под стражу в Таганскую тюрьму в Москве 12 ноября 1937 года. Александр Быков был приговорён тройкой НКВД к расстрелу 23 ноября 1937 года. На полигоне Бутово под Москвой отца Александра расстреляли 27 ноября 1937 года и похоронили в безвестной общей могиле.
Прокурор Московской области 24 июня 1989 года реабилитировал Александра Яковлевича Быкова.
Прославлен Архиерейским собором Русской православной церкви РПЦ в августе 2000 года и причислен к лику святых новомучеников и исповедников Церкви Русской для общецерковного почитания.